# Viva Hate
Viva Hate é o álbum de estreia solo do cantor e compositor inglês Morrissey, lançado em 14 de março de 1988 pela HMV, seis meses após o último álbum de estúdio dos Smiths, Strangeways, Here We Come.

## Gravação
A produção ficou a cargo de Stephen Street, que também foi co-autor de todas as canções do disco. O disco também contou com o guitarrista Vini Reily, líder da banda Durutti Column, também de Manchester, berço dos Smiths.
O álbum foi lançado apenas seis meses depois do último álbum dos The Smiths, Strangeways, Here We Come. O título prevê que o conteúdo das letras de Morrissey é sarcástico e cheio de invectivas, embora algumas das faixas lidam com a dureza da separação dos The Smiths. O álbum foi produzido por Stephen Street e a maioria dos arranjos são de Vini Reilly da banda The Durutti Column. O estilo distinto de Reilly é evidente por todo o álbum, especialmente em faixas como "Late Night, Maudlin Street" e "Bengali in Platforms". A gravação continua a ser uma das suas melhores gravações conhecidas e foi certificado com Ouro pela RIAA em 16 de novembro de 1993. Algumas das faixas causaram polêmica, como a faixa "Margaret on the Guillotine", que descreveu a morte da ex-primeira-ministra Margaret Thatcher como um "sonho maravilhoso".

## Faixas
1. "Alsatian Cousin"
2. "Little Man, What Now?"
3. "Everyday Is Like Sunday"
4. "Bengali in Platforms"
5. "Angel, Angel Down We Go Together"
6. "Late Night, Maudlin Street"
7. "Suedehead"
8. "Break Up the Family"
9. "The Ordinary Boys"
10. "I Don't Mind If You Forget Me"
11. "Dial-a-Cliché"
12. "Margaret on the Guillotine"

## Posição nas paradas musicais
| Parada (1988)                       | Melhor posição |
| ----------------------------------- | -------------- |
| Austrália (Australian Music Report) | 21             |
| Países Baixos                       | 12             |
| Alemanha                            | 33             |
| Nova Zelândia                       | 8              |
| Noruega                             | 20             |
| Suécia                              | 27             |
| Reino Unido                         | 1              |
| Estados Unidos (Billboard 200)      | 48             |